# كفاح زريقي
كفاح عوض زريقي منشد فلسطيني من قرية كفركنا في الجليل الأسفل قضاء الناصرة، ولد عام 1974. عضو في فرقة الاعتصام الفلسطينية منذ نشأتها عام 1986.

## الحياة الشخصية
متزوج وله أربع بنات لين مريم ودانية ونور الشمس، حاصل على البكالوريوس في علم الاجتماع وعلم الإنسان «الانثروبولوجيا» والتربية من جامعة حيفا في حيفا.
يعمل في استوديو ومعهد سيرينيتي للإنتاج الفني في كفركنا.

## أعماله
أصدر العديد من الألبومات الوطنية والإسلامية وغيرها مع فرقة الاعتصام منها:
- سراج الأقصى
- حكاية شعب
- يداً بيد
- سلمنا الأمر إليك

له العديد من الأغاني المنفردة، وله عدة كليبات تبث على العديد من القنوات الفضائية، منها:
- ثوب الفرح.
- يا أمتنا شو اللي صار.
- أدوا التحية: الذي بث بالتزامن مع صفقة وفاء الأحرار على قناة الأقصى.
- أنا ابن القدس، أصدر مع نهاية 2013، إخراج عبد الرحمن عيسى، يتحدث سيناريو الكليب «عن تكاثف الجهود للدفاع عن قضية القدس والأقصى، بين الفلاح المرابط في أرضه، والوالدة التي تعلم ابنتها حب القدس والأقصى، والمهندس الذي يخطط لبناء وتعمير القدس، والمؤسسات المدافعة والداعمة لصمود ابن القدس».[2]

### نشاطه الفني
يشارك مع فرقة الاعتصام في إحياء العديد من المناسبات والأفراح والمهرجانات، منها مهرجان القدس لحن الأحرار عام 2011، و‌مهرجان الأقصى في خطر السنوي الذي تقيمه الحركة الإسلامية في الداخل الفلسطيني.
ويجوب كفاح زريقي وفرقة الاعتصام أنحاء العالم لايصال رسالته الفنية عن الشعب الفلسطيني وشرح مأساته للعالم، فقد شارك في عدة برامج خارج فلشطين المحتلة منها مشاركته مع الشيخ رائد صلاح في برنامج ذكرى فتح مكة في أنقرة.
ساهم أيضا في دعم شرعية الرئيس المصري محمد مرسي في الوقفات الفلسطينية التضامنية مع معتصمي رابعة ومؤيدو مرسي في نشيدته «يا مطّلع علينا».

## روابط خارجية
- صفحته على شبكة إنشادكم العالمية
- صفحته على موقع طريق الإسلام
- صفحته على موقعمسلم تيوب